# 飯倉出入口
飯倉出入口（いいくらでいりぐち）は、東京都港区にある首都高速道路都心環状線のインターチェンジである。一ノ橋JCT方面の出入口のみ設置されているハーフインターチェンジである。
東京都道415号高輪麻布線の外苑東通りとの交差点（飯倉交差点）付近に接続し、六本木地区の最寄出入口となっている。

## 周辺
- 麻布台ヒルズ
- 六本木一丁目駅
- 関東郵政監察局